# خواكين بلتران
خواكين بلتران (بالإسبانية: Joaquín Beltrán)‏ هو لاعب كرة قدم مكسيكي في مركز الدفاع، ولد في 29 أبريل 1977 في مدينة مكسيكو في المكسيك. شارك مع منتخب المكسيك لكرة القدم. أما مع النوادي، فقد لعب مع كروز آزول ونادي أونيفرسيداد ناسيونال ونادي نيكاكسا.

## وصلات خارجية
- خواكين بلتران على موقع الاتحاد الدولي (مؤرشف)  (الإنجليزية)
- خواكين بلتران على موقع قاعدة بيانات كرة القدم.إي يو (الإنجليزية)
- خواكين بلتران على موقع ناشيونال فوتبول تيمز (الإنجليزية)
- خواكين بلتران على موقع Soccerway.com (الإنجليزية)